# Wally Berger
Walter Anton Berger (Chicago, Illinois, 10 de octubre de 1905-Redondo Beach, California, 30 de noviembre de 1988), más conocido como Wally Berger, fue un jugador profesional estadounidense de béisbol que se desempeñó en la posición de jardinero central en las Grandes Ligas de Béisbol (MLB).

## Carrera
Berger jugó como profesional ocho temporadas en Atlanta Braves (1930-1937), después pasó a New York Giants (1937-1938), luego a Cincinnati Reds (1938-1940), posteriormente a Philadelphia Phillies, donde jugó una temporada (1940), y fue el equipo en el que se retiró.

## Títulos
Fue campeón en jonrones de la Liga Nacional en una oportunidad (1935).